# Agrotis signatadelecta
Agrotis signatadelecta är en fjärilsart som beskrevs av Turner 1937. Agrotis signatadelecta ingår i släktet Agrotis och familjen nattflyn. Inga underarter finns listade i Catalogue of Life.